# ナホトカ (ヤマロ・ネネツ自治管区)
ナホトカ (ロシア語: Находка)とは、ロシア連邦ヤマロ・ネネツ自治管区タス地区ナホトカ農村居住区域にある村。人口は1,305人（2017年）。